# Atenas
Pour le canton, voir Atenas (canton).
Atenas est une ville du Costa Rica, chef-lieu du canton d'Atenas appartenant à la province d'Alajuela.

## Géographie
La ville est située à 21 kilomètres à l'ouest d'Alajuela. La ville est entourée de plusieurs plantations de café. Elle est située dans la province d'Alajuela à l'ouest de la vallée Central, à environ 700-800 mètres d'altitude. Elle est connue pour son climat exceptionnel.
Atenas est le centre d'une région agricole prospère, elle abrite un marché hebdomadaire de fruits et légumes frais. Au centre du village s'élève une église blanche avec des palmiers sur le parvis.
La ville est entourée de montagnes. On trouve à Atenas des services tels qu'un centre de santé, un tribunal de première instance,des pharmacies, des médecins, des dentistes, un court de tennis, un centre de remise en forme, des banques, des parcs, des piscines, des magasins et des restaurants.
Atenas est située à 20 km de l'aéroport international Juan Santamaria, à 35 km de la capitale San José et à 50 km des plages sur l'océan Pacifique.

## Démographie
La ville comptait 7 182 habitants au recensement de 2000.

## Divers
Le National Geographic a affirmé qu'Atenas jouissait du "meilleur climat au monde".